# Toni Impekoven
Anton „Toni“ Impekoven (* 21. Juni 1881 in Köln; † 6. Mai 1947 in Sprendlingen) war ein deutscher Schauspieler, Komiker, Bühnen- und Drehbuchautor, Lustspieldichter und Kabarettist. Von 1945 bis 1947 war er der erste Nachkriegs-Intendant des Schauspiels Frankfurt.

## Leben
Impekoven begann seine Theaterlaufbahn als Schauspieler in Köln und an Ernst von Wolzogens berühmtem Berliner „Überbrettl“. 1904 wechselte er als jugendlicher Komiker an das neu gegründete Berliner Lustspielhaus, an dem er auch als Regisseur und Bühnenausstatter tätig war. Ebenso betätigte er sich als Autor von Possen und Schwänken, wie Narrenstreich (1909), Die grüne Neune (1911), Hochherrschaftliche Wohnungen (1913) und Alles klappt (1914).
1914 wurde Impekoven an das Schauspielhaus des Frankfurter Stadttheaters engagiert. Zusammen mit dem  Journalisten und Bühnenautor Carl Mathern verfasste er weitere Lustspiele, u. a. Der doppelte Moritz (1926), Hamlet in Krähwinkel (1924), Otto der Treue (1924) und Die silbernen Löffel (1940). 1935 schrieb er – zusammen mit Paul Verhoeven – das Libretto zu dem musikalischen Lustspiel Das kleine Hofkonzert von Edmund Nick. Während der Luftschlacht um England 1940 trat er in der Frankfurter Inszenierung von G. B. Shaws Der Kaiser von Amerika (The Apple Chart) in der Maske von Winston Churchill auf, um die Verkommenheit des britischen Parlamentarismus zu beweisen.
Im Juli 1945 wurde Impekoven zum Intendanten des Schauspiels Frankfurt berufen und blieb es bis zu seinem Tode.
Toni Impekoven war der Bruder des Bühnenbildners Leo Impekoven und der Schauspielerin Sabine Impekoven. Verheiratet war er mit Frieda Impekoven, geborene Kobler, mit der er die gemeinsame Tochter, die Tänzerin Niddy Impekoven hatte.

## Filmografie (als Schauspieler)
- 1913: Problematische Naturen
- 1913: In Vertretung
- 1913: Schuldig
- 1945: Der stumme Gast

## Hörspiele (Auswahl)
Als Autor:
- 1927: Mit Co-Autor Hans Reimann: Das Ekel. Schwank – Regie: Victor Heinz Fuchs (Sendespiel (Hörspielbearbeitung) – Schlesische Funkstunde)
- 1928: Mit Co-Autor Carl Mathern: Junggesellendämmerung. Schwanklustspiel in drei Akten – Regie: Ben Spanier (Sendespiel (Hörspielbearbeitung) – Südwestdeutscher Rundfunkdienst AG (Frankfurt am Main) (SÜWRAG))
- 1948: Mit Co-Autor Paul Verhoeven: Das kleine Hofkonzert. Ein musikalisches Lustspiel aus der Zeit Carl Spitzwegs – Regie: Gustav Burmester (Hörspiel – NWDR Hamburg)
- 1948: Mit Co-Autor Carl Mathern: Angelika – Bearbeitung und Regie: Theodor Steiner (Hörspielbearbeitung – Radio Frankfurt)
- 1951: Mit Co-Autor Hans Reimann: Das Ekel – Regie: Peter Hamel (Original-Hörspiel – SWF)
- 1952: Mit Co-Autor Paul Verhoeven: Das kleine Hofkonzert. Ein Lustspiel – Regie: Heinz-Günter Stamm (Hörspielbearbeitung – BR)
- 1964: Mit Co-Autor Paul Verhoeven: Das kleine Hofkonzert. Ein musikalisches Lustspiel aus der Welt Carl Spitzwegs – Regie: Heinz-Günter Stamm (Hörspielbearbeitung – BR)

Als Sprecher:
- 1925: Molière: Georges Dandin. Komödie in fünf Akten – Regie: N. N. (Sendespiel (Hörspielbearbeitung) – SÜWRAG)
- 1926: Molière: Dramatischer Abend: Der eingebildete Kranke. Lustspiel in drei Aufzügen (Argan, der Kranke in der Einbildung) – Regie: Nicht angegeben (Sendespiel (Hörspielbearbeitung) – SÜWRAG)
- 1926: John Galsworthy: Gesellschaft. Schauspiel in drei Akten (sieben Szenen) (Gilman, Kolonialwarenhändler) – Regie: Nicht angegeben (Sendespiel (Hörspielbearbeitung) – SÜWRAG)
- 1928: William Shakespeare: Ein Sommernachtstraum. Lustspiel (Pyramus) – Regie: Carl Stueber (Sendespiel (Hörspielbearbeitung) – SÜWRAG)

Bearbeitung (Wort): mit Carl Mathern:
- 1926: Gustav Raeder: Robert und Bertram. Posse mit Gesang und Tanz in vier Teilen – Regie: Hans Flesch (Sendespiel (Hörspielbearbeitung) – SÜWRAG)